# جورجيوس باباجيانيس
جورجيوس باباجيانيس (باليونانية: Γιώργος Παπαγιάννης)‏ مواليد 3 يوليو 1997 في ماروسي، هو لاعب كرة سلة يوناني. بدأ مسيرته الاحترافية في سنة 2012. تم اختياره من قبل فريق فينيكس صنز خلال الدرافت. يلعب مع سكرامنتو كينغز في الرابطة الوطنية لكرة السلة كلاعب وسط. يحمل الرقم 13. يبلغ طوله 7 قدم 1 بوصة (2.2 م). لعب مع نادي باناثينايكوس لكرة السلة وسكرامنتو كينغز.

## الإنجازات
- كأس اليونان لكرة السلة - الفوز: (2014–15، 2015–16)

## إحصائيات المسيرة

### الدوري الأوروبي
| السنة                                | الفريق                       | لعب | بدأ | دقيقة | ميداني% | ثلاثية | حرة  | ارتداد | صنع | استلاب | تصدي | نقطة | أداء |
| ------------------------------------ | ---------------------------- | --- | --- | ----- | ------- | ------ | ---- | ------ | --- | ------ | ---- | ---- | ---- |
| الدوري الأوروبي لكرة السلة 2015-2016 | نادي باناثينايكوس لكرة السلة | 6   | 0   | 5.0   | .308    | .000   | .500 | 1.7    | 0.0 | 0.0    | .3   | 1.5  | 1.3  |
| المسيرة                              | المسيرة                      | 6   | 0   | 5.0   | .308    | .000   | .500 | 1.7    | 0.0 | 0.0    | .3   | 1.5  | 1.3  |

### الرابطة الوطنية لكرة السلة

#### الموسم الاعتيادي
| السنة   | الفريق         | لعب | بدأ | دقيقة | ميداني% | ثلاثية | حرة  | ارتداد | صنع | استلاب | تصدي | نقطة |
| ------- | -------------- | --- | --- | ----- | ------- | ------ | ---- | ------ | --- | ------ | ---- | ---- |
| 2016–17 | سكرامنتو كينغز | 22  | 0   | 16.1  | .549    | .000   | .857 | 3.9    | 0.9 | .1     | .8   | 5.6  |
| المسيرة |                | 22  | 0   | 16.1  | .549    | .000   | .857 | 3.9    | 0.9 | .1     | .8   | 5.6  |

## روابط خارجية
- جورجيوس باباجيانيس على موقع الاتحاد الدولي لكرة السلة (الإنجليزية)
- جورجيوس باباجيانيس على موقع الدوري الأوروبي لكرة السلة (الإنجليزية)
- جورجيوس باباجيانيس على موقع إن بي أي (الإنجليزية)
- جورجيوس باباجيانيس على موقع سبورتس رفرنس (الإنجليزية)
- جورجيوس باباجيانيس على موقع كرة السلة الأوروبية.كوم (الإنجليزية)
- جورجيوس باباجيانيس على موقع DraftExpress.com (الإنجليزية)
- جورجيوس باباجيانيس على موقع إي إس بي إن.كوم (الإنجليزية)
- جورجيوس باباجيانيس على موقع ريلجم (الإنجليزية)
- جورجيوس باباجيانيس على موقع بروبوليرز (الإنجليزية)
- جورجيوس باباجيانيس على موقع سبورتس رفرنس (الإنجليزية)